# مقاومة الاحتلال الألماني في جزر القنال الإنجليزي

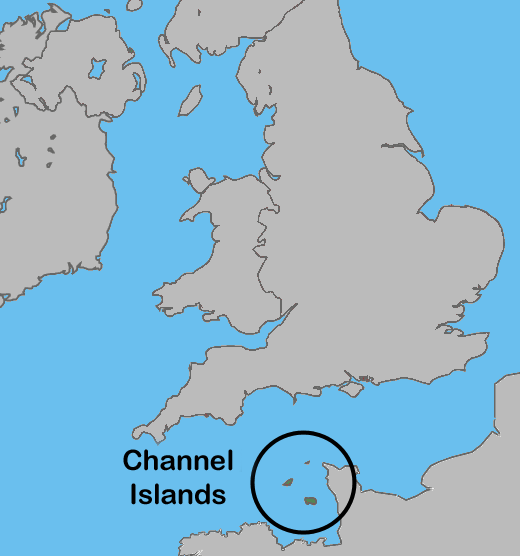
خريطة تُظهر موقع جزر القنال الإنجليزي قبالة الساحل الفرنسي

لم يُواجَه الاحتلال الألماني لجزر القنال الإنجليزي سوى بمقاومة ضعيفة. غزا الجزيرتَين عدد ضخم من الجنود الألمان مقارنة بعدد السكان المحليين، بنسبة جندي واحد مقابل كل 2-3 مدنيّ، وهو ما قلّل مِن فُرص اندلاع المقاومة. وإذا أخذنا بعين الاعتبار العقوبات التي فرضتها قوات الاحتلال الألمانية على السكان، يبقى شكل المقاومة الوحيد الذي استطاع المدنيون اللجوء إليه هو المقاومة غير العدوانية. رغم ذلك، قُتِل ما يزيد على 20 مدنيًّا خلال مقاومتهم للقوات الألمانية الغازية.

## خلفية الأحداث
منذ إعلان بريطانيا الحرب على ألمانيا النازية في سبتمبر 1939 وحتى مايو 1940، غادر عدد من سكان جزر القنال للتطوع في القوات المسلحة البريطانية أو للعمل في الصناعات ذات الصِلة بالحرب، في حين اتجه البريطانيون إلى جزر القنال لقضاء العطلة.
في 10 مايو 1940، غزت ألمانيا النازية كلًا من فرنسا والبلدان المنخفضة. أخذت تكتيكات حرب البرق التي وظّفها الألمان النازيّون القوى الغربية على حين غِرّة. عندما استقال رئيس الوزراء الفرنسي بول رينو في 16 يونيو، كان من الجليّ أن انتصار ألمانيا في معركة فرنسا كان أمرًا محتومًا.
في جزر القنال الإنجليزي، ساد لدى السكان شعور بالقلق بخصوص عواقب البقاء في الجزر، ولكن السلطات البريطانية نصحتهم بالبقاء في الجُزُر تفاديًا لحدوث موجة من الذعر. كما صدرت الأوامر لكبار المسؤولين بالبقاء في الجزُر للحفاظ على الأمن وتسيير عمل الحكومة. في 15 يونيو، قررت الحكومة البريطانية جعل الجزر منطقة منزوعة السلاح، وسحبت الحاميات البريطانية من الجزر تاركةً إيّاها دون دفاعات. على كل حال، لم يعلم الألمان بهذه الحركة.:50:36 لم تتوفر قوارب الإخلاء للمدنيين إلا في 20 يونيو، وفي حركة مكررة لمنع دبّ الرعب بين السكان، جاءت أوامر الحكومة البريطانية ببقاء المواطنين في أماكنهم، وإخلاء النساء والأطفال فقط. لم تتراخَ صرامة هذه الأوامر إلا بعد أن أخلى نوّاب الحاكم العام الجزر. أبحرت آخر السفن الرسمية في 23 يوليو.:51
في المجمل، غادر إلى إنجلترا 17000 من سكّان جزيرة غيرنزي، و6600 من جزيرة جيرزي، وجميع سكان جزيرة آلدرني البالغ عددهم 1400 نسمة. قلّلت نسبة السكان الذين أُخلوا من الجزر من فرص انخراط المقاومين في حركةٍ مقاومة للغزو النازي الذي وصل في 30 يونيو 1940.

### سلطات الاحتلال الألماني
كانت سلطات الاحتلال الألماني لجزر القنال الإنجليزي مسؤولة أمام القيادة العامة النازية في باريس، عن مجموعة الجيش آ حيث وجد فرعان: هيئة الموظفين الإداريين للشوؤن المدنية، ورئاسة الأركان التي اختصت بالمسائل العسكرية، وحكمت فرنسا المحتلة.
عملت الشرطة العسكرية الألمانية (شرطة الميدان) في كلتا الجزيرتَين. كان التسلسل الإداري مرتبطًا مباشرة بالقائد الميداني في كلّ جزيرة، واختصت بجميع الجرائم وتنظيم السير وحراسة المنشآت. قامت علاقات تعاون وعمل بين الشرطة العسكرية والشرطة المدنيّة بسبب تداخل مجال عملياتهم من حين لآخر.:84 أُوكِلت إلى الشرطة الميدانية السرية مهمة كشف أعمال التخريب والتدمير وإرسال تقاريرهم إلى وحدات الفرق الوقائية (الإس إس).:84
بالإضافة إلى وجود الأجهزة الأمنية المتعددة، فقد انتشر عدد ضخم من الجنود الألمان في الجزر. ففي أكتوبر 1944، بلغ عدد الجنود الألمان في جزيرة جيرزي 12000 جنديّ، و13000 في جزيرة غيرنزي. ينبغي أخذ هذه الأرقام في الحسبان ومقارنتها بنسبة السكان البالغ عددهم 39000 في جيرزي، و23000 في غيرنزي: إذن، جندي احتلال ألماني واحد مقابل كل 3 أفراد في جيرزي، وجندي ألماني مقابل كل فردين في غيرنزي.:158 على سبيل المقارنة، كان هناك 100.000 جندي ألماني في كامل المنطقة الفرنسية التي احتلتها ألمانيا النازية في ديسمبر 1941، وكانوا مسؤولين عن أكثر من 25 مليون فرد (1 جندي احتلال ألماني مقابل كل 250 مواطن فرنسي)، رغم أن هذه النسبة انخفضت لاحقًا إلى 1 مقابل 80.
استُخدمت أكثر من 17000 منزلًا خاصًّا في الجزر لإيواء الجنود الألمان في 1942.:253